# Герасимов Віктор Володимирович
Ві́ктор Володи́мирович Гера́симов (нар. 13 листопада 1941, м. Нікополь Дніпропетровської області) — український поет-пісняр. Заслужений діяч мистецтв України, завідувач редакції розважальних програм Національної радіокомпанії України, президент  творчої спілки «Асоціація діячів естрадного мистецтва України», віце-президент Міжнародного союзу діячів естрадного мистецтва, лауреат мистецьких премій ім. С. Гулака-Артемовського, А. Малишка, член Національного музичного комітету України. Очолює Агентство охорони прав виконавців.

## Життєпис
Навчався в музичній школі (гра на домрі, де виступав з оркестром народних інструментів), потім — у Херсонському музичному училищі. Писати вірші почав рано, друкував їх у газеті «Нікопольська правда», пізніше — на сторінках херсонської обласної молодіжної газети. Згодом закінчив Харківський інститут мистецтв (нині національний університет, одержав диплом за фахом «соліст-інструменталіст, диригент, педагог»).
Переїжджає до Києва. Саме там працює заступником головного редактора музичних програм радіо (1970-ті роки) та водночас — начальником відділу художніх колективів. Також поет-пісняр задіяний у різних художніх радах (зокрема, і з прийняття нових творів!). На Українському телебаченні протягом 1975—1979 рр. працює головним редактором музичних програм.

## Творчість
Творча співпраця з композиторами Костянтином М'ясковим, Іваном Карабицем, Миколою Мозговим, Леонідом Попернацьким, Олександром Злотником, Остапом Гавришем, Ігорем Шамо, Віталієм Філіпенком, Анатолієм Пащенком призвела до народження популярних пісень «Маки червоні», «Я люблю твої тихі затоки», «Зачаровані слова», про Київ — «На Подолі», «Останній Орфей», «Андреевский спуск», «По старинній Десятинній», «Берегиня».
Пісні на його слова в репертуарі багатьох співаків: Йосип Кобзон, Анатолій Мокренко, Таїсія Повалій, Микола Гнатюк, тріо Мареничів, гуртів «Кобза», «Явір, «Пламя» (Росія) та інших.
Поет-пісняр Віктор Герасимов — автор проєктів і художній керівник Всеукраїнських та Міжнародних фестивалів: «Пісенний вернісаж», «Боромля», «Ялтинське літо», «Київська студентська весна», «Дитячий пісенний вернісаж», «Азовські вітрила», «Кришталевий Трускавець», «Закарпатський едельвейс», «Хотинський піснецвіт», «Українська родина», «Джерела Моршина», конкурсу ім. А. Сови.

## Нагороди і відзнаки
1995 — почесне звання «Заслужений діяч мистецтв України»
2001 — орден «За заслуги» 3 ступеня